# 2-я Леснорядская улица
Втора́я Лесноря́дская у́лица — улица в Красносельском районе Центрального административного округа города Москвы. Проходит от Русаковской улицы до Казанского и Рязанского направлений Московской железной дороги.

## Название
Название присвоено улице в 1948 году по её соседству с Леснорядской улицей. Ранее называлась Грязная улица (от грязь — болото).

## Описание
2-я Леснорядская улица начинается от Русаковской перпендикулярно ей и параллельно соседним Леснорядской улице и Газовскому переулку и проходит на юго-восток, пересекая Леснорядский переулок и заканчиваясь у железнодорожных линий Казанского и Рязанского направлений Московской железной дороги.

## Здания и сооружения
по нечётной стороне:
- Дом 13/15 — Московская межрегиональная транспортная прокуратура;
- Дом 13/17 — Московская железная дорога, Дистанция сигнализации и связи;

по чётной стороне: